# Югоизточен регион (Северна Македония)
Югоизточният регион (на македонска литературна норма: Југоисточен Регион) обхваща басейна на Струмишко-радовишката и Гевгелийско-Валандовската котловина. По-конкретно басейна на Струмичка река и региона на долното течение на река Вардар. Този Югоизточен регион на Македония има известни археологически обекти, а по-точно в близост до Валандово, Богданци и Гевгелия. Той е богат на природни красоти, привлекателни за вътрешни и чуждестранни туристи. Това са – Дойранското езеро, Смоларския и Колешинския водопад, Моноспитовото Блато и множество природни резервати и спелеологически атракции.

## Административно деление
Този Югоизточен регион на Македония има 188 населени места обособени в 10 общини:
- Богданци
- Босилово
- Валандово
- Василево
- Гевгелия
- Дойран
- Конче
- Ново село
- Радовиш
- Струмица

Административен център е Струмица с около 35 000 жители.

## Котловини и реки
В региона има и живописни котловини и реки. Котловини са – Струмичко-радовишката, Валандовско-гевгелийската и Дойранската котловина, освен това има и речна мрежа, съставена от реките Вардар, Струмица, Крива Лакавица, Конечка река и други, а тук се намира и Демир Капия (20 километра) – най-дългата и най-живописната клисура в региона.

## Дойранско езеро
Доиранско Езеро е част от плановия югоизточен регион на Македония. Това е най-малкото естествено котловинно езеро, което е богато на 15 вида риби, раци, различни видове птици, от които най-характерни са кормораните, известни по специфичния начин на лов на риба. Дойранското езеро, което има красиви плажове и два авто-къмпинга, е туристическа атракция и заради лечебните водорасли, които във въздуха отделят йод и други вещества. Езерото е благоприятно и изцеляващо и действа върху дихателните органи. В околностите на Струмица се намират изкуствените езера Водача, Турия и Мантово.

## Смоларски водопад
Регионът е известен със своите няколко живописни водопада. Това са – Смоларските (39,5 метра), Колешинските (16 метра) и Габровските водопади. Най-известни и най-живописни са Смоларски водопади. В Югоизточния регион има и три известни бани – Негорски бани, Баня Банско и Смърдлива вода, а друго атрактивно хидро-съоръжение е Моноспитово блато.

## Църкви и манастири
В целия югоизточен регион са построени много църкви и манастири с фрески от XI век, музеи и други културно-исторически паметници, като „Царевите кули“ в Струмица, датиращи от IV век пр.н.е., църквите „Св. Пантелеймон“, Св. Кирил и Методий, Св. Троица, Св. Атанасий, Св. Димитрий и други, манастирския комплекс Св. Леонтий в село Водоча, след това манастирите – Св. Богородица Елеуса във Велюса, която е истинска перла от средновековната архитектура, построена през 1080 г., след това манастирите – Св. Стефан в село Конче, Св. Георги Победоносец във Валандово и др. От повечето археологически обекти, които датират от периода на неолита, през античния период, чак до елинистичния период, би подчертали – Исар Марвинци близо до Валандово и Гевгелийския или Вардарски рид. Голям брой църкви и манастири в този регион привличат и много местни и чуждестранни туристи.

## Туризъм
Поради географското многообразие и благия климат, региона има повече форми на туризъм – езерен, балнео, планински, селски, транзитен, казино-туризъм и различни други видове алтернативен туризъм. Доминиращи места за отдих и туризъм са планините Кожуф (2.132 метра), Беласица (1.881 метра), Огражден (1.746 метра), Плачковица и други по-малки планини, както и Дойранското езеро.
Заради природните красоти в района има и много селски селища, които практикуват селски туризъм. Това са Конско, Ума, Сермени, Габрово, Смоларе, Колешино, Банско и др. Всички тези места са лесно достъпни за туристите и за развитие на селския туризъм. Регионът има добра пътна мрежа, една магистрала и железопътна линия. В региона има около 30 хотели, хостели, вили и други места за настаняване, както и много ресторанти и заведения за хранене, където туристите могат да отседнат и да се отпуснат.

## Културни прояви
В няколко града в региона традиционно се провеждат много културни прояви, сред които – „Струмички карневал“, Фестивала на камерния театър „Ристо Шишков“, Международната струмичка колония „Смокинияда“, „Ракияда“, „Дойранските ръкувания“ музикалният „Д Фестивал“ и др.